# Hormel Foods Corporation
Hormel Foods Corporation is een Amerikaans bedrijf opgericht in 1891 in Austin, Minnesota, door George A. Hormel als George A. Hormel & Company. 
Oorspronkelijk gericht op het verpakken en verkopen van ham, spam, worst en andere producten van varkensvlees, kip, rundvlees en lamsvlees aan consumenten; tegen de jaren tachtig begon Hormel een breder assortiment verpakte en gekoelde voedingsmiddelen aan te bieden. Het bedrijf veranderde zijn naam in Hormel Foods in 1993.
Hormel bedient 80 landen met merken als Hormel, Applegate, Columbus Craft Meats, Dinty Moore, Jennie-O en Skippy. Er zijn vier bedrijfsonderdelen:
- Grocery Products: kruidenierswaren en houdbare producten;
- Refrigerated Foods: gekoelde en diepvries vleesproducten van varken, kip en kalkoen.
- Jennie-O Turkey Store: kalkoen.
- International & Other: alle activiteiten buiten de Verenigde Staten en overig.

Het bedrijfsonderdeel koude vleesproducten is veruit de grootste en vertegenwoordigde in 2019/2020 meer dan de helft van de totale omzet. De internationale omzet is minder dan 10% van het totaal.
Op 7 juni 2019 kocht het de notenactiviteiten van Kraft Heinz Company, inclusief het merk Planters. Hormel heeft hiervoor US$ 3,35 miljard betaald.
Het bedrijf heeft een gebroken boekjaar dat stopt per eind oktober.